# ترادسکانتیا زبرینا
ترادسکانتیا زبرینا، یا زبرینا پندولا، (نام علمی: Tradescantia pendula) نام یک گونه از سرده برگ بیدی‌ها است. این گل در فرهنگ عامیانهٔ اروپا با نام یهودی سرگردان شناخته می‌شود. ترادسکانتیا زبرینا بومی مکزیک، آمریکای مرکزی و کلمبیا است که در بخش‌هایی از آسیا، آفریقا، استرالیا، آمریکای جنوبی، و جزایر ایسلند نیز زندگی می‌کند.